# Neolaphyra
Neolaphyra es un género de coleópteros adéfagos de la familia Carabidae.

## Especies
Contiene las siguientes especies:
- Neolaphyra leucosticta (Fairmaire, 1859)
- Neolaphyra peletieri (Lucas, 1848)
- Neolaphyra ritchiei (Vigors, 1825)
- Neolaphyra truquii (Guerin-Meneville, 1855)